# 348
سنة 348 م (بالأرقام الرومانية: CCCXLVIII) كانت سنة كبيسة تبدأ يوم الجمعة (الرابط يظهر نموذج الجدول الزمني الكامل للسنة) من التقويم اليولياني. بدأت تسمية السنة ب348 منذ العصور الوسطى المبكرة، عندما أصبح تقويم أنو دوميني هو الأسلوب السائد في أوروبا لتسمية السنوات.

## مواليد
- شنودة رئيس المتوحدين قديس و عالم و فليسوف قبطي

## وفيات
- القديس اسبيريدون العجائبي